# 海莉·米尔斯
海莉·凱瑟琳·羅絲·薇薇安·米尔斯（英語：Hayley Catherine Rose Vivien Mills，1946年4月18日—），英国女演员。

## 生平
米尔斯以童星的身份开始起演艺生涯，当时被称赞为有前途的新人。她因《猛虎湾情杀案》（Tiger Bay，1959）获得英国电影学院最有前途新人奖；因《小福星》（Pollyanna，1960）获得奥斯卡青少年奖；1961年获最有前途新人金球奖（女演员奖）。她在演艺生涯早期曾演出过6部迪斯尼影片，最著名的是在《小紅娘》（The Parent Trap，1961）中一人分饰双胞胎苏珊与莎伦两角。
1960年代后期，米尔斯开始从事舞台剧演出，并开始扮演较成熟的角色。与电影工作室签订合同的时期很快就结束了。尽管已经不再能够维持童星时代的票房和好莱坞A咖影星的身份，她还是持续拍摄电影和电视。

## 家庭
父亲是约翰·米尔斯爵士（Sir John Mills），母亲是玛丽·海莉·贝尔（Mary Hayley Bell），姐姐是演员朱丽叶·米尔斯（Juliet Mills）。